# Tekirdağspor
Tekirdağspor ist ein türkischer Fußballverein aus der westtürkischen Stadt Tekirdağ. Ihre Heimspiele tragen die Gelb-Schwarzen im Namık Kemal Stadium aus.

## Geschichte

### Gründung
Der türkische Fußballverband verkündete für die Spielzeit 1967/68 eine dritthöchste professionelle Liga einführen zu wollen. Der Hauptgrund für die Ligagründung war: Im Sommer 1959 wurde die erste landesweit ausgetragene professionale Liga im türkischen Fußball, die Millî Lig, mit heutigem Namen die Süper Lig, eingeführt. In den ersten fünf Spielzeiten dieser Liga ergab sich das Bild, dass lediglich Mannschaften aus den drei Großstädten Istanbul, Ankara und Izmir am Spielgeschehen teilnahmen und die restlichen Provinzen der Türkei der Liga fernblieben. Lediglich Adana Demirspor aus der viertgrößten Stadt Adana schaffte es im Sommer 1960 in die Millî Lig, stieg aber bereits nach einer Saison wieder ab. Nach diesen Entwicklungen beschloss der türkische Fußballverband Anfang der 1960er Jahre ein Projekt zu starten, wodurch alle Provinzen der Türkei am Profifußballgeschehen teilhaben konnten. Zu diesem Zweck wurde landesweit den Gouverneuren und Notabeln aller Provinzen mitgeteilt, dass sie, falls nicht vorhanden, durch die Gründung eines konkurrenzfähigen Fußballvereins, ihre Provinz in dieser Liga vertreten könnten. Dadurch wurden binnen weniger Jahre neue Vereine gegründet und die Teilnahme an der zum Sommer 1963 neu gegründeten zweithöchste Liga, der 2. Lig, beantragt. So wurde die zweithöchste Spielklasse, die Türkiye 2. Futbol Ligi, mit der Spielzeit 1963/64 das erste Mal gestartet. Da die Provinzen die Vereinsgründung, die Erfüllung der Auflagen bzw. die Teilnahme unterschiedlich schnell beantragten, wurde die Liga in ihrer ersten Spielzeiten wieder mit Mannschaften überwiegend aus den vier größten Städten Istanbul, Ankara, Izmir und Adana gespielt. Nur mit Çukurova İdman Yurdu und Bursaspor nahmen zwei Mannschaften aus anderen Provinzen am Spielgeschehen teil. In den nachfolgenden Spielzeiten war aber die Anfrage an der Ligateilnahme aus den übrigen Provinzen dermaßen groß, dass man beschloss zum Sommer 1967 eine dritthöchste türkische Profiliga einzuführen, die Türkiye 3. Futbol Ligi, um die große Vereinsanzahl zu bewältigen.
Motiviert durch diese Entwicklungen im türkischen Fußball begannen die Notabeln der Stadt Tekirdağ, allen voran der hiesige Abgeordnete Fethi Mahramlı, damit einen Verein zu finden der die Stadt in der 3. Lig vertreten sollte. Zu diesem Zweck wurde ein Treffen vereinbart zudem neben den Notabeln der Stadt auch die Vereinsführungen der hiesigen Amateurvereine Yılmazspor, Halkspor, Tekirdağ Gençlikspor und Çiftlikönüspor zusammenkam. Als Resultat dieses Treffens wurde durch den Zusammenschluss der zwei Amateurvereine Halkspor und Tekirdağ Gençlikspor der Sportklub Tekirdağspor Kulübü, kurz Tekirdağspor, gegründet. Die Vereinsfarben wurden auf Gelb-Schwarz festgelegt. Gelb sollte dabei für Tekirdağ Gençlikspor stehen, dessen Vereinsfarben Gelb-Blau war, und Schwarz für Halkspor, dessen Vereinsfarben Rot-Schwarz war. Als erster Vereinspräsident wurde Fethi Mahramlı gewählt. Die übrigen Gründungsmitglieder und der erste Vereinsvorstand waren Kemal Tüten, Hüseyin Arıtepe, Fahri Tanrıöver, Mestan Menekşe, Yılmaz Cicioğlu, Namık Uysal, Nevres Oktar, Hüseyin Karaevli, Avni Mutlu, Cemal Ünlüsaraç, Osman Alyanak und Emin Eskin.
Nach der Vereinsgründung sorgten die Verantwortlichen für die Erfüllung der übrigen Auflagen und erhielten seitens des Türkischen Fußballverbandes die Teilnahmeberechtigung an der ersten Saison der dritthöchsten Spielklasse, der Drittligasaison 1967/68.

### 1. Drittligaperiode und der Aufstieg in die TFF 1. Lig
Tekirdağspor etablierte sich in der neugeschaffenen 3. Lig auf Anhieb und belegte die ersten vier Spielzeiten Plätze in der oberen Tabellenhälfte. In der Spielzeit 1971/72 lieferte sich der Verein von Saisonbeginn an mit Lüleburgazspor ein Kopf-an-Kopf-Rennen um die Drittligameisterschaft. Zum Saisonende belegte man mit einem Punkt aber dem besseren Torverhältnis hinter Lüleburgazspor den 2. Tabellenplatz und verpasste so das erste Mal den Aufstieg in die 2. Lig. Während man in den nachfolgenden fünf Spielzeiten meistens einen Tabellenplatz im oberen Tabellenplatz belegte, hatte man zur Drittligameisterschaft und dem Aufstieg eine große Punktedifferenz. In der Saison 1976/77 gelang schließlich unter dem Trainer İlhan Uralgil die ersehnte Drittligameisterschaft und damit der Aufstieg in die 2. Lig. In der 2. Lig belegte man die ersten fünf Spielzeiten lang immer einen sicheren Nichtabstiegsplatz im mittleren Tabellenfeld. Mit der Spielzeit 1982/83 begann der Verein immer gegen den Abstieg zu kämpfen. Nachdem drei Spielzeiten den Klassenerhalt gegen Saisonende doch erreichte, verpasste man ihn zum Saisonfinale 1985/86 und stieg nach neunjähriger Zweitligateilnahme wieder in die 3. Lig ab.

### 2. Drittligaperiode und systembedingter Abstieg in die TFF 3. Lig
Die nächsten 15 Spielzeiten spielte Tekirdağspor durchgängig in der 3. Lig. Zum Sommer 2001 wurden im türkischen Fußball die drei professionellen Spielklassen in vier Spielklassen erweitert. Als Resultat wurden alle Teams in der 3. Lig die den Aufstieg in die nächste höhere Liga verpassten zur neuen Saison in die neugeschaffene vierthöchste türkische Spielklasse, in die TFF 3. Lig, übernommen. So musste Tekirdağspor systembedingt eine Spielklasse weiter absteigen.

### Amateurjahre
Tekirdağspor spielte drei Jahre in der TFF 3. Lig und verpasste zum Sommer 2004 auch hier den Klassenerhalt. So steig man das erste Mal in der Vereinsgeschichte in die Amateurliga ab. In der Spielzeit 2011/12 feierte man die Meisterschaft der Tekirdağ Süper Amatör Lig, der zweithöchsten regionalen Amateurspielklasse. Durch diese Meisterschaft stieg der Verein in die Bölgesel Amatör Lig, in die höchste regionale Spielklasse, auf.

### Neuzeit
Am Ende der Saison 2014/15 beendete Tekirdağspor die Bölgesel Amatör Lig als Meister und stieg damit in die TFF 3. Lig auf. Damit kehrte der Verein nach elfjähriger Abstinenz wieder in den türkischen Profifußball betrieb zurück.

## Erfolge
- Meister der TFF 2. Lig: 1976/77
- Aufstieg in die TFF 1. Lig: 1976/77
- Meister der Bölgesel Amatör Lig: 2014/15
- Aufstieg in die TFF 3. Lig: 2014/15
- Meister der Tekirdağ Süper Amatör Lig: 2011/12
- Aufstieg in die Bölgesel Amatör Lig: 2011/12

## Ligazugehörigkeit
- 2. Liga: 1977–1986
- 3. Liga: 1967–1977, 1986–2001
- 4. Liga: 2001–2004, seit 2015
- Regionale Amateurliga: 2004–2005

## Präsidenten
| - Fethi Mahramlı - Fahri Tanrıöver - Namık Uysal - Avni Mutlu - Emin Eeskin - Sebahattin Sidaş - Çetin Güven - Nihat Efe - Öner Özen - Kadir Çebi - Ali Samur - Ercan Kısa | - Kemal Tüten - Mestan Menekşe - Nevres Oktar - Cemal Ünlüsaraç - Yılmaz Cicioğlu - Ahmet Hamoğlu - Muhtar Mahramlı - Mustafa Aydoğdu - Mehmet Yurdanur - Şerafettin Kurt - Aytaç Eriz - Gürsel Erbap | - Hüseyin Arıtepe - Yılmaz Cicioğlu - Hüseyin Karaevli - Osman Alyanak - Necdet Işın - Engin Bilge - Sabri Son - Fikret Yılmaz - Imdat Yıldırım - Mesut Demir - Lütfü Dökmen |

(Quelle:)

## Bekannte ehemalige Spieler
- Metin Aydemir
- Ali Nail Durmuş
- Mehmet Kulaksızoğlu
- Seyfettin Kurtulmuş
- Yılmaz Vural

## Bekannte ehemalige Trainer
- Cihat Erbil
- Halil İbrahim Eren
- İlhan Uralgil
- Tuncay Soyak (Juni 2000 – November 2000)
- Ergun Kantarcı (Juli 2013 – Mai 2014)